# Liste der Kulturdenkmale in Winnemark
In der Liste der Kulturdenkmale in Winnemark sind alle Kulturdenkmale der schleswig-holsteinischen Gemeinde Winnemark (Kreis Rendsburg-Eckernförde) und ihrer Ortsteile aufgelistet (Stand: 10. März 2025).

## Legende
In den Spalten befinden sich folgende Informationen:
- Objekt-ID: die Nummer des Kulturdenkmales
- Lage: die Adresse des Kulturdenkmales und die geographischen Koordinaten. Kartenansicht, um Koordinaten zu setzen. In der Kartenansicht sind Kulturdenkmale ohne Koordinaten mit einem roten Marker dargestellt und können in der Karte gesetzt werden. Kulturdenkmale ohne Bild sind mit einem blauen Marker gekennzeichnet, Kulturdenkmale mit Bild mit einem grünen Marker.
- Offizielle Bezeichnung: Bezeichnung des Kulturdenkmales
- Beschreibung: die Beschreibung des Kulturdenkmales
- Bild: ein Bild des Kulturdenkmales

## Bauliche Anlagen
| Objekt-ID      | Lage                                      | Offizielle Bezeichnung | Beschreibung | Bild                             |
| -------------- | ----------------------------------------- | ---------------------- | --- | -------------------------------- |
| 848 Wikidata   | Karlsburg (54° 37′ 6″ N, 9° 57′ 10″ O)    | Herrenhaus             | Das Gut in der Nähe der Schlei ging aus dem Dorf Gereby hervor, das 1539 in den Besitz der Familie Rantzau gelangte. Unter dem ersten Gutsherren Cai Rantzau wurde das Dorf weitgehend abgebrochen und stattdessen ein großer Wirtschaftshof angelegt, als dessen Mittelpunkt ein burgartiges, befestigtes Herrenhaus errichtet wurde. Das Gut blieb nur zwei Generationen im Besitz der Rantzaus, dann wurde es 1586 an ein Mitglied der Familie Ahlefeld veräußert. Alteintragung (Aktualisierung vorgesehen) - Begründung: geschichtlich, wissenschaftlich, künstlerisch, Kulturlandschaft prägend - Schutzumfang: Alteintragung (Aktualisierung vorgesehen) - Denkmaltyp: Bauliche Anlage | weitere Fotos \| Fotos hochladen |
| 10679 Wikidata | Schwonsburg (54° 37′ 25″ N, 9° 55′ 59″ O) | Wohnhaus               | Alteintragung (Aktualisierung vorgesehen) - Begründung: geschichtlich, Kulturlandschaft prägend - Schutzumfang: gesamtes Objekt - Denkmaltyp: Bauliche Anlage | BW                               |

## Gründenkmale
| Objekt-ID    | Lage                                    | Offizielle Bezeichnung | Beschreibung | Bild            |
| ------------ | --------------------------------------- | ---------------------- | --- | --------------- |
| 849 Wikidata | Karlsburg (54° 37′ 10″ N, 9° 57′ 10″ O) | Gutsgarten             | Alteintragung (Aktualisierung vorgesehen) - Begründung: geschichtlich, wissenschaftlich, künstlerisch, Kulturlandschaft prägend - Schutzumfang: Gutsgarten, Kieler Tor, zentrale Lindenallee, Rondell - Denkmaltyp: Gründenkmal | Fotos hochladen |

## Quelle
- Liste der Kulturdenkmale in Schleswig-Holstein – Kreis Rendsburg-Eckernförde

- Karte mit allen Koordinaten:
- OSM |
- WikiMap